# Pakistanische Squashnationalmannschaft
Die pakistanische Squashnationalmannschaft ist die Gesamtheit der Kader des pakistanischen Squashverbandes Pakistan Squash Federation. In ihm finden sich pakistanische Sportler wieder, die ihr Land sowohl in Einzel- als auch in Teamwettbewerben national und international im Squashsport repräsentieren.

## Historie

### Herren
Pakistan nahm seit der erstmaligen Austragung 1967 in Melbourne bei jeder Weltmeisterschaft teil, mit Ausnahme 1973 in Johannesburg. 1977 gewann die Mannschaft erstmals die Weltmeisterschaft, die Titelverteidigung zwei Jahre später scheiterte jedoch im Finale. Von 1981 bis 1987 blieb Pakistan ohne eine einzige Niederlage und wurde in dieser Zeit viermal in Folge Weltmeister. In dieser Zeit zählten Jahangir und Jansher Khan zu den Leistungsträgern. 1989 blieb der Mannschaft im Finale ein fünfter Folgetitel verwehrt, 1993 im heimischen Karatschi gelang letztlich der sechste Titelgewinn. Beim Turnier 1995 stand Pakistan ein vorerst letztes Mal im Endspiel, das es gegen England verlor. Seitdem kam die Mannschaft meist ins Achtel- oder Viertelfinale. Mit dem 21. Platz erreichte sie 2011 das schlechteste Abschneiden bei einer Weltmeisterschaft.
Sehr erfolgreich war Pakistan auch bei Asienmeisterschaften. Von der ersten Austragung 1981 an bis 1994 gewann die Mannschaft stets den Titel, insgesamt sieben. Erst 1996 folgte im Finale eine Niederlage. Weitere Titelgewinne gelangen 1998, 2002, 2004, 2010, 2012 und 2014. Mit 14 Turniersiegen ist Pakistan Rekordsieger bei diesem Wettbewerb.

## Letzter WM-Kader
Bei der letzten Weltmeisterschaft 2017 bestand die pakistanische Mannschaft aus den folgenden Spielern:
| Rang | Name           | Geburtsdatum     | WRL | Einsätze | Siege | Niederlagen |
| ---- | -------------- | ---------------- | --- | -------- | ----- | ----------- |
| 1.   | Farhan Zaman   | 9. März 1993     | 58  | 5        | 2     | 3           |
| 2.   | Shahjahan Khan | 5. März 1995     | 157 | 4        | 2     | 2           |
| 3.   | Amaad Fareed   | 5. März 1996     | 162 | 2        | −     | 2           |
| 4.   | Asim Khan      | 29. Oktober 1996 | 184 | 3        | 1     | 2           |

## Bilanz
| Herren |                    |                    |                  |                  |                  |
| Jahr   | Austragungsort     | Runde              | Platzierung      | Siege            | Niederlagen      |
| 1967   | Melbourne          | Gruppenphase       | 6.               | 1                | 4                |
| 1969   | Birmingham         | Gruppenphase       | 4.               | 3                | 2                |
| 1971   | Palmerston North   | Gruppenphase       | 3.               | 4                | 2                |
| 1973   | Johannesburg       | keine Teilnahme    | keine Teilnahme  | keine Teilnahme  | keine Teilnahme  |
| 1976   | Birmingham         | Gruppenphase       | 2.               | 5                | 1                |
| 1977   | Toronto            | Weltmeister        | 1.               | 6                | 1                |
| 1979   | Brisbane           | Finale             | 2.               | 7                | 1                |
| 1981   | Stockholm          | Weltmeister        | 1.               | 6                | 0                |
| 1983   | Auckland           | Weltmeister        | 1.               | 9                | 0                |
| 1985   | Kairo              | Weltmeister        | 1.               | 9                | 0                |
| 1987   | London             | Weltmeister        | 1.               | 7                | 0                |
| 1989   | Singapur           | Finale             | 2.               | 7                | 1                |
| 1991   | Helsinki           | Gruppenphase       | 8.               | 1                | 5                |
| 1993   | Karatschi          | Weltmeister        | 1.               | 4                | 1                |
| 1995   | Kairo              | Finale             | 2.               | 4                | 2                |
| 1997   | Petaling Jaya      | Viertelfinale      | 6.               | 2                | 3                |
| 1999   | Kairo              | Gruppenphase       | 12.              | 2                | 4                |
| 2001   | Melbourne          | Achtelfinale       | 11.              | 4                | 3                |
| 2003   | Wien               | Achtelfinale       | 9.               | 4                | 2                |
| 2005   | Islamabad          | Viertelfinale      | 7.               | 5                | 2                |
| 2007   | Chennai            | Achtelfinale       | 9.               | 6                | 1                |
| 2009   | Odense             | Viertelfinale      | 5.               | 5                | 2                |
| 2011   | Paderborn          | Gruppenphase       | 21.              | 3                | 4                |
| 2013   | Mülhausen          | Achtelfinale       | 10.              | 4                | 3                |
| 2015   | Kairo              | keine Austragung   | keine Austragung | keine Austragung | keine Austragung |
| 2017   | Marseille          | Gruppenphase       | 19.              | 2                | 3                |
| 2019   | Washington, D.C.   | keine Teilnahme    | keine Teilnahme  | keine Teilnahme  | keine Teilnahme  |
| Gesamt | 24 / 26 Teilnahmen | 24 / 26 Teilnahmen | 6 Titel          | 110              | 47               |